# Каллиник (Сарандопулос)
Архиепи́скоп Калли́ник (греч. Ἀρχιεπίσκοπος Καλλίνικος, в миру Константи́нос Сарандо́пулос, греч. Κωνσταντῖνος Σαραντόπουλος; род. 24 июня (7) июля 1946, Пирей, Греция) — епископ старостильной Церкви истинно-православных христиан Греции; архиепископ Афинский всея Эллады (с 5 октября 2010).
День тезоименитства — 29 июля (11) августа

## Биография
Родился 24 июня (7) июля 1946 года в Пирее, в Греции, в семье Евстратия и Елены Сарандопулос и с раннего возраста находился под духовным руководством архимандрита Каллиопия (Яннакулопулоса) (позднее — митрополит Пентапольский), принадлежа к юрисдикции «хризостомовского» («флоринитского») Синода Церкви ИПХ Греции.
Получил высшее экономическое и медицинское образование, окончив университет Аристотеля в Салониках.
В 1971 году митрополитом Коринфским Каллистом (Макрисом) был пострижен в монашество с наречением имени Каллиник, в честь святого мученика Каллиника и в том же году был рукоположен во иеродиакона и иеромонаха, а спустя некоторое время возведен в сан архимандрита.
После произошедшего в 1979 году разделения во «флоринитском» Синоде Церкви ИПХ Греции, спровоцированного митрополитом Коринфским Каллистом (Макрисом), архимандрит Каллиник (Сарандопулос) поддержал отделившихся и примкнул к новообразованному «каллистовскому» Синоду Церкви ИПХ Греции.

## Епископское служение
21 февраля 1979 году был рукоположен во епископа Ахайского.
В 1982 году состоялось воссоединение епископа Каллиника (Сарандопулоса) с «флоринитским» Синодом Церкви ИПХ Греции, при котором он был принят в сущем сане с титулом митрополита Эввийского. С 1986 года поручено также временное управление епархией Ионических Островов и Западной Греции.
С 1990 по 2000-е годы являлся Экзархом «флоринитского» Синода Церкви ИПХ Греции в Западной и Центральной Европе, Генеральным Секретарем Синода и членом Синодальной Комиссии по догматическим и каноническим вопросам с титулом митрополита Ахайского и всего Пелопоннеса.
С 1995 по 2009 годы на нём лежала ответственность по архипастырскому попечению о приходах и монастырях Сербской истинно-православной церкви.
С именем митрополита Каллиника связывают прекращение переговоров об установлении евхаристического общения между «хризостомовским» Синодом и Русской истинно-православной церкви (РИПЦ), проходивших в 2009 году. Препятствием для успеха этих переговоров стало различие в практике чиноприема из экуменических церквей и отношение к обливательному крещению.

### Первоиерарх ИПЦ Греции
5 октября 2010 года, на заседании Синода Церкви ИПХ Греции, проходившем в храме св. Параскевы в Афинах, 8/3 голосами был избран архиепископом Афинским и всея Эллады.
17 октября, в воскресенье, в церкви святого Афанасия, расположенной в афинском предместье Неа-Филаделфия, состоялась интронизация нового предстоятеля.
5 (18) марта 2014 года на заседании под его председательством произошло подписание соглашения об объединении структур ИПЦ Греции с Синодом противостоящих, что было зафиксировано сослужением всех членов новообразованного Синода за общей литургией 10/23 марта в Никольском монастыре (Ιερά Μονή Αγίου Νικολάου Παιανίας) в Пеания. В объединённый Синод под председательством архиепископа Каллиника вошли девять митрополитов и одиннадцать епископов.